# Гаврилково (Дмитровский городской округ)
Гаврилково — деревня в Дмитровском районе Московской области, в составе городского поселения Деденево. Население — 0 чел. (2010). До 2006 года Гаврилково входило в состав Целеевского сельского округа.

## Расположение
Деревня расположена в центральной части района, примерно в 10 км юго-западнее Дмитрова, в 7 км на запад от Деденево, на левом берегу реки Волгуша, высота центра над уровнем моря 149 м. Ближайшие населённые пункты — Горки на юге и Парамоново на юго-востоке.

## Палеонтология
Рядом с Гаврилково в одноимённой формации альбского века мелового периода обнаружен ископаемый образец краба Homolopsis glabra.

## Население
| 2002 | 2006 | 2010 |
| ---- | ---- | ---- |
| 2    | ↘0   | →0   |